# Gabelaklauwier
De gabelaklauwier (Prionops gabela) is een vogel uit de familie der Vangidae. Het is een bedreigde, endemische vogelsoort in Angola.

## Kenmerken
De vogel is 19 cm lang en is overwegend donker, van boven donker leigrijs en van onder lichter grijs met witte stippen op de staartveren. Verder heeft de vogel een rode snavel, rode ogen en een rode rand om het oog.

## Verspreiding en leefgebied
Deze soort is endemisch in westelijk Angola. Het is een bosvogel die zich ophoudt in boomkronen, maar ook wel in bos dat geplant wordt als schaduwbomen in koffieplantages in heuvelland rond de 300 m boven zeeniveau.

## Status
De gabelaklauwier heeft een beperkt verspreidingsgebied en daardoor is de kans op uitsterven aanwezig. De grootte van de populatie werd in 2016 door BirdLife International geschat op 600 tot 1700 individuen en de populatie-aantallen nemen af door habitatverlies. Het leefgebied wordt aangetast door ontbossing waarbij natuurlijk bos plaats maakt voor zelfvoorzieningslandbouw en de winning van houtskool. Om deze redenen staat deze soort als bedreigd op de Rode Lijst van de IUCN.